# شیائومی می ۱۱ اولترا
شیائومی می ۱۱ اولترا (انگلیسی: Xiaomi Mi 11 Ultra) یک تلفن هوشمند بالا ردهٔ مبتنی بر اندروید است که توسط شیائومی تولید شده‌است. این گوشی در سال ۲۰۲۱ عرضه شد. این گوشی علاوه بر نمایشگر جلو، یک نمایشگر کوچک در پشت نیز دارد.